# غضران (اسم)
غضران هو اسم علم مذكر من أصل عربي، ومعناه هو الكثير المنع المبكر في طلب حوائجه الطيب العيش الكثير الطراوة؛ من الغضارة وهي النعمة وطيب العيش.

## وصلات خارجية
- موسوعة السلطان قابوس لأسماء العرب نسخة محفوظة 5 أبريل 2019 على موقع واي باك مشين.